# Devil's Night
Albums de D12
The Underground EP D12 Online Limited Edition Mixtape
(2003)
Singles
1. Purple Pills
Sortie : 9 juillet 2001
2. Ain't Nuttin' But Music
Sortie : 2 octobre 2001
3. Fight Music
Sortie : 24 janvier 2002

Devil's Night est le premier album studio de D12, sorti le 19 juin 2001.

## Historique
L'album Devil's Night est le premier album du groupe de rap américain D12 originaire de Détroit. Le producteur exécutif de l'album est Eminem, qui a rencontré un succès international avec son troisième album solo, The Marshall Mathers LP, sorti un an auparavant et qui s'est vendu à 27 millions d'exemplaires dans le monde.
Le titre de l'album provient d'une tradition présente à Détroit qui veut que les maisons abandonnées soient brûlées la veille d'Halloween. Cette tradition est évoquée dans le film 8 Mile avec Eminem.
C'est le premier album paru sous le label Shady Records créé par Eminem et Paul Rosenberg. Eminem est d'ailleurs omniprésent sur le disque : il compose la majorité des morceaux, assure de nombreux refrains et est mis en avant sur de nombreux titres. Cette stratégie a permis à l'album d'obtenir un très grand succès commercial (plus de 4 millions d'albums vendus à travers le monde).
L'album est dédié à Bugz, membre du groupe décédé en 1999, à l'âge de 21 ans, de trois balles tirées à bout portant juste avant un concert d'Eminem.

## Réception
En novembre 2013, le magazine américain Complex établit la liste des meilleurs albums, maxis et compilations d'Eminem et classe cet album à la 10e place sur 16.

## Liste des titres
| No  | Titre                                                                               | Contient un (des) sample(s) de                                                                     | Durée |
| --- | ----------------------------------------------------------------------------------- | -------------------------------------------------------------------------------------------------- | ----- |
| 1.  | Another Public Service Announcement (Interprété par Jeff Bass et Rondell Beene)     | | 0:49  |
| 2.  | Shit Can Happen (Produit par Denaun Porter)                                         | Just Another Case de Cru featuring Slick Rick                                                      | 4:52  |
| 3.  | Pistol Pistol (Produit par Eminem)                                                  | Kick in the Door de The Notorious B.I.G.                                                           | 5:23  |
| 4.  | Bizarre (Skit) (Interprété par Bizarre)                                             | | 1:12  |
| 5.  | Nasty Mind (featuring Truth Hurts – Produit par Dr. Dre)                            | Ain't No Fun (If the Homies Can't Have None) de Snoop Dogg featuring Nate Dogg, Kurupt et Warren G | 4:43  |
| 6.  | Ain't Nuttin' But Music (featuring Dr. Dre – Produit par Dr. Dre et Scott Storch)   | Turn Off the Radio d'Ice Cube                                                                      | 5:11  |
| 7.  | American Psycho (Produit par Eminem)                                                | | 4:36  |
| 8.  | That's How (Skit)                                                                   | | 0:37  |
| 9.  | That's How... (Produit par Denaun Porter et Eminem)                                 | (Don't Worry) if There's a Hell Below, We're All Going to Go de Curtis Mayfield                    | 4:49  |
| 10. | Purple Pills (Produit par Eminem)                                                   | | 5:05  |
| 11. | Fight Music (Produit par Dr. Dre et Scott Storch)                                   | Kashmir de Led Zeppelin                                                                            | 4:22  |
| 12. | Instigator (Produit par Eminem)                                                     | Under the Influence d'Eminem featuring D12                                                         | 4:58  |
| 13. | Pimp Like Me (featuring Dina Rae – Produit par Eminem)                              | | 5:57  |
| 14. | Blow My Buzz (Produit par Eminem)                                                   | | 5:10  |
| 15. | Obie Trice (Skit) (Interprété par Kuniva et Obie Trice – Produit par Denaun Porter) | | 1:07  |
| 16. | Devil's Night (Produit par Eminem)                                                  | | 4:19  |
| 17. | Steve Berman (Interprété par Steve Berman et Eminem)                                | | 0:50  |
| 18. | Revelation (Produit par Dr. Dre et Scott Storch)                                    | Another Brick in the Wall (Part II) de Pink Floyd In the Flesh de Pink Floyd                       | 5:48  |
| 19. | Girls (Interprété par Eminem – Produit par Eminem)                                  | Rollin' (Air Raid Vehicle) de Limp Bizkit                                                          | 5:35  |

| 20. | These Drugs (Produit par Eminem)                | 4:44 |
| 21. | Words Are Weapons (Produit par Funkmaster Flex) | 4:37 |
| 22. | Shit on You (Produit par DJ Head et Eminem)     | 5:14 |

## Musiciens
- Jeff Bass : guitare basse et claviers sur les titres 2, 3, 7, 9, 10, 12, 13, 14 et 16 ; basse sur le titre 19 ; guitare sur 3, 7, 9, 13, 14 et 16
- DJ Head : programmation des percussions sur les titres 3, 7, 10, 13, 16 et 19
- Mike Elizondo : guitare sur les titres 5, 6, 11 et 18 ; basse sur les titres 5, 6 et 11 ; claviers sur les titres 5 et 11
- Scott Storch : claviers sur les titres 6, 11 et 18
- Camara Kambon :  sur le titre 5
- Ray Gale : harmonica sur le titre 10
- Traci Nelson : choriste sur le titre 11
- Dina Rae : choriste sur le titre 13
- Luis Resto : claviers sur le titre 19

## Classements hebdomadaires
L'album entre directement à la première place aux États-Unis grâce à ses 372 000 exemplaires vendus en une semaine.
| Classement (2001)                   | Meilleure place |
| ----------------------------------- | --------------- |
| Allemagne (Media Control AG)        | 5               |
| Australie (ARIA)                    | 4               |
| Autriche (Ö3 Austria Top 40)        | 12              |
| Belgique (Flandre Ultratop)         | 5               |
| Belgique (Wallonie Ultratop)        | 12              |
| Canada (Canadian Albums Chart)      | 1               |
| Danemark (Tracklisten)              | 5               |
| États-Unis (Billboard 200)          | 1               |
| États-Unis (Top R&B/Hip-Hop Albums) | 1               |
| Finlande (Suomen virallinen lista)  | 2               |
| France (SNEP)                       | 16              |
| Italie (FIMI)                       | 39              |
| Norvège (VG-lista)                  | 5               |
| Nouvelle-Zélande (RIANZ)            | 4               |
| Pays-Bas (Mega Album Top 100)       | 5               |
| Royaume-Uni (UK Albums Chart)       | 2               |
| Royaume-Uni (R&B Albums)            | 1               |
| Suède (Sverigetopplistan)           | 9               |
| Suisse (Schweizer Hitparade)        | 7               |

## Certifications
| Pays                  | Certification | Unités certifiées |
| --------------------- | ------------- | ----------------- |
| Australie (ARIA)      | Platine       | 70 000            |
| Canada (Music Canada) | 3 × Platine   | 300 000           |
| États-Unis (RIAA)     | Platine       | 1 000 000         |
| Royaume-Uni (BPI)     | Platine       | 300 000           |